# Кришпин-Киршенштейн, Ян Иероним
Ян Иероним Кришпин-Киршенштейн (ок. 1654, Жемайтия — 14 августа 1708, Кидуляй, Литва) — римско-католический деятель Речи Посполитой, каноник виленский (1681), кусташ виленский (1685), референдарий великий духовный литовский (1687—1695), епископ жемайтский (1695—1708).

## Биография
Представитель шляхетского рода Кришпин-Киршенштейн герба «Крыжпин», имевшего прусское происхождение . Сын подскабия великого литовского Иеронима Кришпин-Киршенштейна (ок. 1622—1681) и Анны Млоцкой. Братья — Михаил Антоний, Мартин Михаил и Анджей Казимир.
Учился в Краковской академии и Падуанском университете. В 1678 году Ян Иероним был рукоположен в священники. С 1681 года — каноник виленский, с 1685 года — кусташ виленский. В 1687-1695 годах — референдарий духовный ВКЛ.
В 1694 году Ян Иероним Кришпин-Киршенштейн был назначен титулярным епископом салёнэнским и епископом-суффраганом виленским. В 1695 году он получил сан епископа жемайтского.
В политической жизни Ян Иероним выступал против партии Сапег, но время Северной войны 1700—1721 годов перешел на сторону Швеции.
Похоронен в виленском кафедральном соборе.